# Luboradz (Basse-Silésie)
Pour les articles homonymes, voir Luboradz.
Luboradz est une localité polonaise de la gmina de Mściwojów, située dans le powiat de Jawor en voïvodie de Basse-Silésie.